# Litsea beilschmiediifolia
Litsea beilschmiediifolia är en lagerväxtart som beskrevs av Hsi Wen Li. Litsea beilschmiediifolia ingår i släktet Litsea och familjen lagerväxter. Inga underarter finns listade i Catalogue of Life.